# Мольер (фильм, 2007)
Мольер (фр. Molière) — французский фильм 2007 года режиссёра Лорана Тирара с Роменом Дюрисом в роли Мольера. Премьера состоялась 31 января 2007 года

## Сюжет
Действия происходят в XVII веке. После долгих скитаний в Париж возвращается Мольер, его ждёт работа в Королевском театре. Когда месье Жорден оплачивает долги знаменитого автора, рассчитывая на то, что Мольер поставит в театре его одноактную пьесу весьма пикантного содержания. В жизни великого комедианта завязывается ещё одна остроумная, но далеко не единственная интрига. Своим домочадцам Жорден представляет Мольера ревностным католиком по имени Тартюф.

## В ролях
| Актёр          | Роль          |
| -------------- | ------------- |
| Ромен Дюрис    | Мольер        |
| Фабрис Лукини  | месье Жорден  |
| Лаура Моранте  | Эльмир Жорден |
| Эдуар Бер      | Дорант        |
| Людивин Санье  | Селимена      |
| Франсуа Сивиль | Луи Бежар     |